# مرغابی شمالگان عینکی
مرغابی شمالگان عینکی (نام علمی: Somateria fischeri) نام یک گونه از سرده مرغابی شمالگان است.
این گونه در طول سواحل آلاسکا و شرق روسیه و درون تنگه برینگ پراکنش دارد. دو جمعیت زادآور در آلاسکا و روسیه دارد. به‌طور تاریخی افزاد زادآور بیشتری در آلاسکا بودند و اخیراً جمعیت روسیه خیلی بزرگتر است. جمعیت کنونی ایالات متحده آمریکا ۳٬۰۰۰–۴٬۰۰۰ جفت زادآور برآورد می‌شود.

## نگارخانه

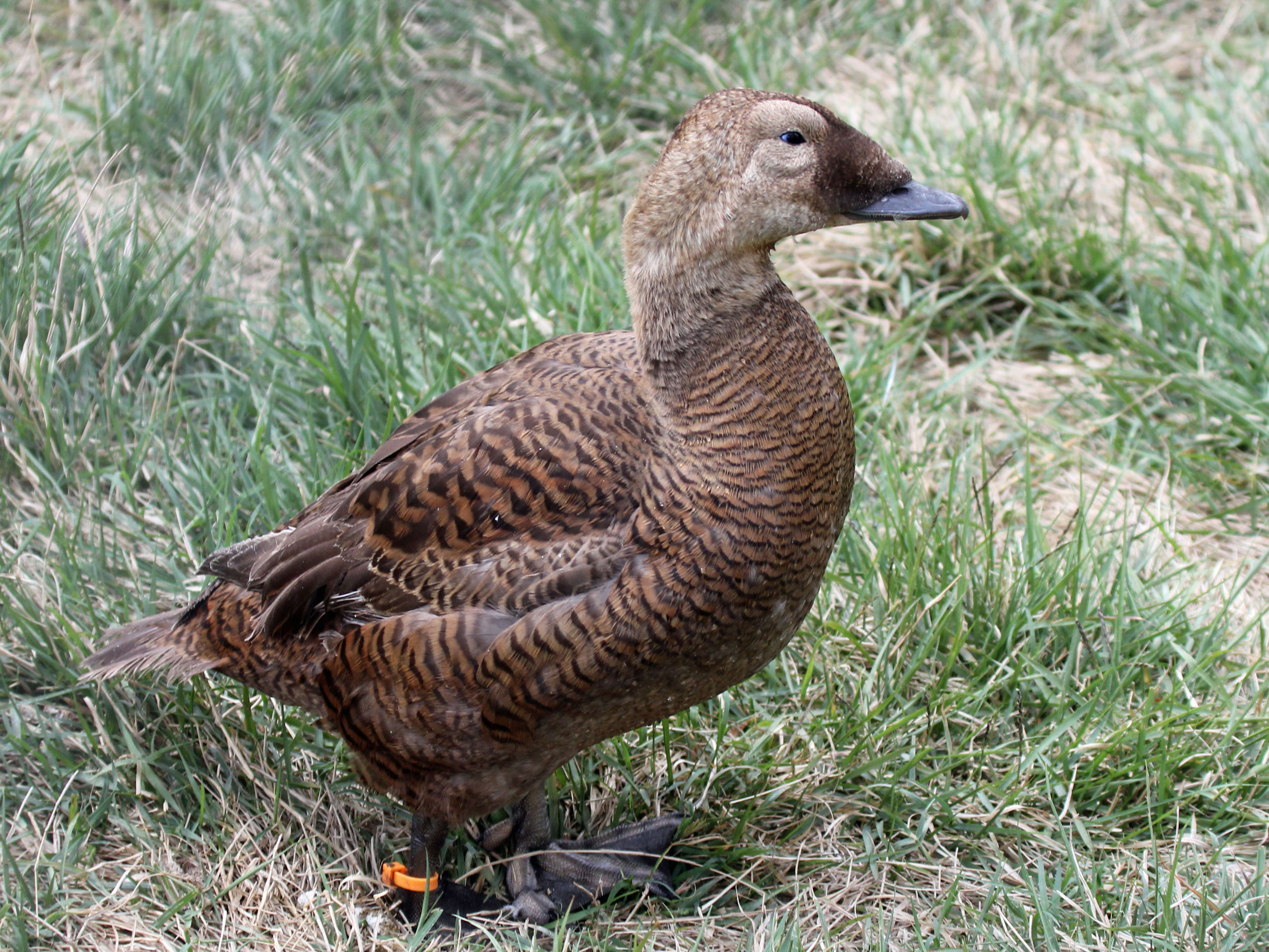
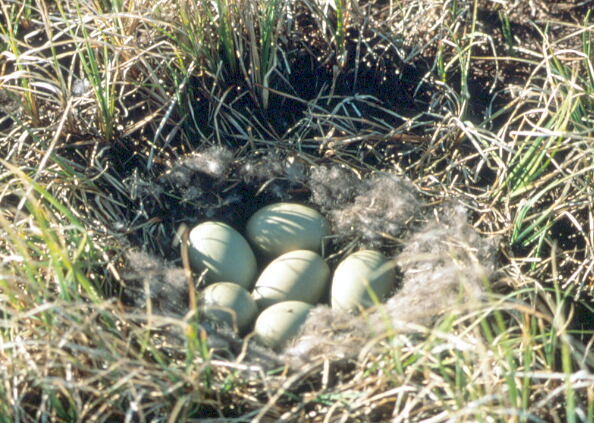
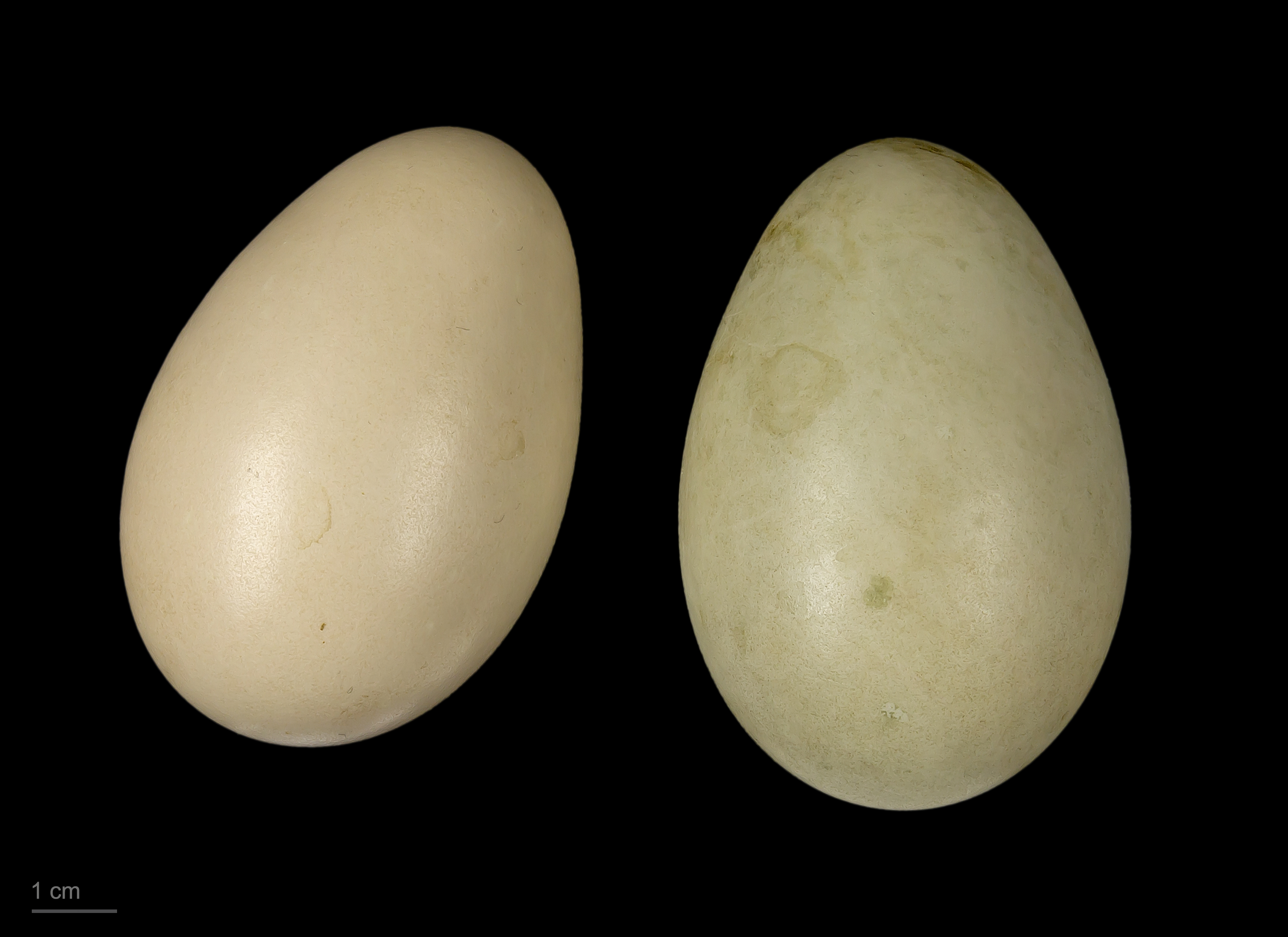
Museum specimen